# Сарапульский политехнический институт
Сарапульский политехнический институт (СПИ; полное наименование Сарапульский политехнический институт (филиал) федерального государственного бюджетного образовательного учреждения высшего образования «Ижевский государственный технический университет имени М. Т. Калашникова»; сокращённое наименование СПИ (филиал) ФГБОУ ВО «ИжГТУ имени М. Т. Калашникова») — высшее учебное заведение города Сарапула Удмуртской Республики. Является филиалом Ижевского государственного технического университета имени М. Т. Калашникова.
Имея три корпуса в городе (один в Сигаево) один из них приходит в состоянии заброшенного здания по улице Труда 8. 

## История
В связи с развитием в конце 1950-х годов в Сарапуле промышленности, производящей различные электронные устройства, в городе возник дефицит специалистов, инженерный корпус формировался исключительно за счёт приезжих. Для подготовки местных инженеров-электронщиков в 1957 году был открыт учебно-консультационный пункт Всесоюзного заочного политехнического института. 5 лет спустя на его базе был создан вечерний филиал Ижевского механического института.
Изначально учебный процесс обеспечивала кафедра «Конструирование радиоаппаратуры» Ижевского механического института. К середине 60-х годов проблема постоянного направления преподавателей из Ижевска в Сарапул стала очевидна, и для её решения в 1965 году в Сарапульском филиале ИМИ была создана собственная кафедра — «Конструирование и производство радиоаппаратуры».
Наиболее трудный период для Сарапульского филиала пришёлся на 80-е годы «перестроечные» годы — развитие вуза остановилось, сократилось числоо заводских специалистов, желающих получить высшее образование, были ослаблены связи с промышленными предприятиями. Вечерняя форма обучения не гарантировала необходимого качества подготовки. Как следствие, в 1989 году по решению нового ректора ИМИ Ивана Васильевича Абрамова в Сарапульском филиале было открыто дневное отделение.
В 1993 году Ижевский механический институт был переименован в Ижевский государственный технический университет, а Сарапульский  филиал ИМИ стал именоваться соответственно Сарапульским филиалом ИжГТУ. В 2001 году филиал был повышен в статусе, став Сарапульским политехническим институтом (филиалом) ИжГТУ.

## Кафедры
По состоянию на 2020 год в подготовке по 7 образовательным программам бакалавриата СПИ задействованы 3 кафедры:
- «Конструирование и производство радиоаппаратуры» (КиПР);
- «Технология машиностроения металлорежущие станки и инструменты» (ТММСиИ);
- «Экономика и гуманитарные науки» (ЭГН).